# Йохан Август (Анхалт-Цербст)
Йохан Август фон Анхалт-Цербст (на немски: Johann August von Anhalt-Zerbst; * 29 юли 1677 в Цербст; † 7 ноември 1742 в Цербст) от род Аскани е от 1718 до смъртта му 1742 г. княз на Анхалт-Цербст.
Той е първият син на княз Карл Вилхелм фон Анхалт-Цербст (1652 – 1718) и София фон Саксония-Вайсенфелс (1654 – 1724), дъщеря на херцог Август фон Саксония-Вайсенфелс. Брат е на принц Карл Фридрих (1678 – 1693) и на Магдалена Августа (1679 – 1740), омъжена 1696 г. за херцог Фридрих II фон Саксония-Гота-Алтенбург (1676 – 1732). Наречен е на двамата си дядовци.
От 1699 г. Йохан Август участва в управлението на Анхалт-Цербст. След смъртта на баща му 1718 г. той поема управлението в Анхалт-Цербст.
Йохан Август се жени на 25 май 1702 г. в Цербст за принцеса Фридерика фон Саксония-Гота-Алтенбург (* 24 март 1675 в Гота; † 28 май 1709 в Карлсбад), дъщеря на херцог Фридрих I и принцеса Магдалена Сибила фон Саксония-Вайсенфелс. Бракът е бездетен. Тя е интелигентна и красива и негова важна съветничка. През 1704 г. се създава увеселителният дворец с името Фридерикенберг, наречен на нея.
Йохан Август се жени втори път на 8 октомври 1715 г. в Цербст за принцеса Хедвиг Фридерика фон Вюртемберг-Вайлтинген (* 18 октомври 1691, Вайлтинген; † 14 август 1752, Цербст), дъщеря на херцог Фридрих Фердинанд фон Вюртемберг-Вайлтинген и Елизабет фон Вюртемберг-Монбеляр (Мьомпелгард). Този брак също е бездетен и неговата страна по-късно попада на линията Анхалт-Цербст-Дорнбург. Този брак също е бездетен и неговата страна по-късно попада на линията Анхалт-Цербст-Дорнбург.
Той умира на 7 ноември 1742 г. на 65 г. в Цербст. С него измира основаната от Рудолф през 1606 г. линия Анхалт-Цербст.
Князе на Анхалт-Цербст стават братовчедите му Йохан Лудвиг II и брат му Христиан Август (бащата на руската императрица Екатерина II), синовете на Йохан Лудвиг I и внуците на Йохан VI.
- Фридерика фон Саксония-Гота-Алтенбург
- Хедвиг Фридерика фон Вюртемберг-Вайлтинген